# 1993 في فنزويلا
فيما يلي قوائم الأحداث التي وقعت خلال عام 1993 في فنزويلا.

## سياسة

### تعيين في المنصب
- 21 مايو – أوكتافيو باج رئيس فنزويلا.
- 5 يونيو – رامون خوسيه فيلاسكيز رئيس فنزويلا.

### انتهاء فترة المنصب
- 21 مايو – أوكتافيو باج عضو مجلس شيوخ فنزويلا ‏،رئيس فنزويلا.

## برامج ومسلسلات وأنمي
- كاساندرا

## مواليد

### يناير
- 6 يناير – خيسوس هرنانديز لاعب كرة قدم فنزويلي.

### فبراير
- 7 فبراير – داروين ماتشيز لاعب كرة قدم فنزويلي.

### أبريل
- 14 أبريل – ميكيل فيلانويفا لاعب كرة قدم فنزويلي.
- 28 أبريل – ريكاردو رودريغيز لاعب كرة مضرب فنزويلي.

### يونيو
- 30 يونيو – جاكوبو كوفاتي لاعب كرة قدم فنزويلي.

### أغسطس
- 21 أغسطس – ميكائيل كوفيا لاعب كرة قدم فنزويلي.
- 28 أغسطس – بيدرو أنطونيو راميريز لاعب كرة قدم فنزويلي.

### سبتمبر
- 14 سبتمبر – روبرت هرنانديز لاعب كرة قدم فنزويلي.
- 29 سبتمبر – أنتوني بيريز لاعب كرة سلة فنزويلي.

### أكتوبر
- 6 أكتوبر – كيسي ساياغو
- 8 أكتوبر – غاربيني موغوروزا لاعبة كرة مضرب إسبانية.

### ديسمبر
- 1 ديسمبر – ماريانا خيمينيز
- 6 ديسمبر – خوسيه رومو لاعب كرة قدم فنزويلي.